# 五磷酸铕
五磷酸铕是一种无机化合物，化学式为EuP5O14，它是铕的磷酸盐之一，在紫外光照射下发红光。它可由氧化铕和85%磷酸溶液在铂坩埚中于600~800 °C反应制得。有文献报道了它在77至583 K的光谱。